# Почвообразуване
Почвообразуването започва със заселването на живи организми върху почвообразуващата скала. Първоначално се заселват най-нисшите (микроорганизмите), които имат способността да разлагат минералите от скалата, а някои от тях използват атмосферния азот.
Умирайки, микроорганизмите постепенно натрупват хранителни вещества и осигуряват условия за заселване на нисши растения (лишеи, мъхове и др.). От разлагането на натрупаното органично вещество от нисшите растения се създават условия за заселване на висшите растения и низши животински видове.
От разлагането на остатъците от естествената тревиста растителност се образуват хуминови киселини, които влизат в съединения с магнезия и калция и образуват разтворими във вода хумати. От разлагането на остатъците от дървесните видове се образуват фулвокиселини и техни производни соли — фулвати.nz
Хуматите и фулватите са в основата на една от най-важните съставки на почвата, наречена хумус, който е важен елемент от синтетичното качество на почвата — почвеното плодородие.